# Sebastián Olivé Roig
Sebastián Olivé Roig (La Canonja, 1932-Madrid, 12 de febrero de 2013) fue un ingeniero técnico de Telecomunicación español, precursor en el estudio de la telegrafía óptica en España. Su libro Historia de la telegrafía óptica en España es un referente en esta especialidad. Fue el primer presidente de la Asociación de Amigos del Telégrafo de España.

## Trayectoria
Olivé Ingresó en Telégrafos en 1948 y opositó al Cuerpo Técnico de Telecomunicación donde obtuvo plaza en 1955. Con posterioridad estudió ingeniería Técnica de Telecomunicación en la Universidad Politécnica de Madrid (UPM) y se licenció en Ciencias Políticas por la Universidad Complutense de Madrid (UCM).
Como docente, fue Profesor numerario de la Escuela Oficial de Telecomunicación y Profesor encargado de curso de la Escuela Universitaria de Ingeniería Técnica de Telecomunicación de la Universidad Politécnica de Madrid. Además fue autor de varios libros y artículos cuyo argumento común es la historia del telégrafo. Participó en números congresos y reuniones académicas relacionadas con la historia de las telecomunicaciones.

### Asociación de Amigos del Telégrafo de España
En 2004, se creó la Asociación de Amigos del Telégrafo de España, de la que Olivé fue presidente hasta su fallecimiento. Esta asociación puso en marcha la revista Telegrafistas.com de la que fue director y redactor.
Recorrió gran parte de la geografía española, como Presidente de la asociación, e impartió conferencias con motivo del 150 Aniversario de la Telegrafía Eléctrica en España, en Madrid, Málaga, Salamanca, Zafra, Barcelona, Murcia, León, Jaén, Fregenal de la Sierra y Tenerife.
Para poner en valor el patrimonio telegráfico la asociación creó en 2007 un grupo de trabajo técnico dirigido por Olivé, con sede en el Museo Postal y Telegráfico. Con este grupo se consiguió la restauración de aparatos y su puesta en funcionamiento para poder ser exhibidos en las salas de telegrafía del museo y en las exposiciones temporales por toda España.

## Obra
- 1990 – Historia de la telegrafía óptica en España. Secretaría General de Comunicaciones, Ministerio de Transporte, Turismo y Comunicaciones ISBN 9788486022457.[4]
- 1998 – Prehistoria de la profesión de ingeniero de telecomunicación y de sus escuelas. E.T.S.I. Telecomunicación U.P.M. ISBN 84-89176-38-8.[5]
- 1999 – Primeros pasos de la telecomunicación. Fundación Airtel. ISBN 84-930298-1-5.[6]
- 2004 – El nacimiento de la telecomunicación en España: el cuerpo de telégrafos (1854-1868). Fundación Rogelio Segovia para el Desarrollo de las Telecomunicaciones. ISBN 84-7402-313-0.[7]
- 2013 – Telégrafos: un relato de su travesía centenaria. Editorial Ariel. ISBN 978-84-08-01357-0.[8]

## Reconocimientos
El 27 de abril de 2006, Olivé fue nombrado colegiado de honor del Colegio Oficial de Ingenieros de Telecomunicación.
El 14 de marzo de 2013, en el Espacio Fundación Telefónica se realizó un homenaje a Olivé con motivo de la presentación de su libro póstumo: Telégrafos: un relato de una historia centenaria.